# Marcelino Domingo
Marcelino Domingo Sanjuán (Tarragona, 26 de abril de 1884 - Toulouse, 2 de marzo de 1939) fue un maestro, periodista y político español, varias veces ministro durante los gobiernos de la Segunda República.  También fue escritor, esrcibiendo varias obras de teatro.

## Biografía

### Inicios y carrera política

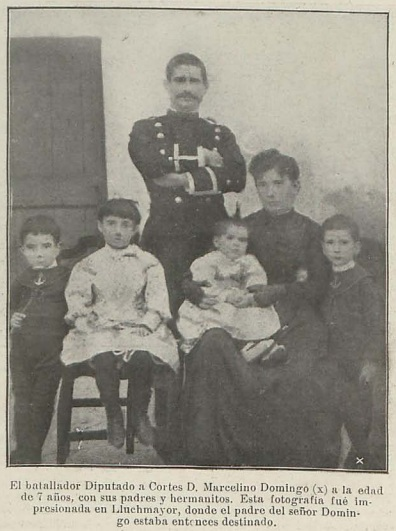
Fotografía tomada en Lluchmayor de Marcelino Domingo (derecha de la fotografía) a la edad de siete años con sus padres y hermanos.

Nacido en Tarragona, obtuvo en esa ciudad el título de maestro, en 1903. Era hijo de un guardia civil sevillano y una mujer tarraconense. Ese mismo año se trasladó a Tortosa, donde empezó a ejercer la docencia y entró en contacto con los ambientes republicanos.
En Tortosa dirigió un periódico republicano, El Pueblo.
Su carrera política se inició en 1909, cuando fue elegido concejal republicano del Ayuntamiento de Tortosa. Su influencia en los círculos republicanos se consolidó con su entrada en el Consejo General de la Unión Federal Nacionalista Republicana (UFNR), y su posterior elección como diputado en Cortes en las elecciones de 1914. No obstante, abandonaría la UFNR como consecuencia del fracaso de la alianza electoral con los radicales de Alejandro Lerroux en los comicios de 1914.
Durante algún tiempo estuvo vinculado a la CNT. En el ámbito periodístico llegó a dirigir el periódico barcelonés La Lucha, y fue redactor del diario La Publicidad. Durante la llamada Crisis de 1917 publicaría en el La Lucha un famoso artículo, «¿Qué espera el Rey?», en el que atacó duramente a la monarquía.
Su actividad política fue en aumento durante la Restauración y la dictadura de Primo de Rivera. Así, participó en la creación del Bloc Republicà Autonomista (BRA) en 1915, formación que fracasó, y dos años después sería uno de los fundadores del Partit Republicà Català. Es uno de los protagonistas de la Asamblea de Parlamentarios y de la preparación de la huelga general revolucionaria impulsada en 1917 por el PSOE y la UGT, entre otros. Domingo es el principal propulsor de la propuesta de autonomía para Cataluña, rechazada por las Cortes monárquicas en 1918, e impulsó también la efímera plataforma republicana Alianza de Izquierdas, en la que se integrarían el PSOE y varias formaciones republicanas.
En 1928 publica su ensayo Libertad y Autoridad en la colección Biblioteca de Vanguardia de Javier Morata  Pedreño (Madrid). Esta editorial también publica en 1930 su obra ¿Qué espera el Rey?.

### Segunda República
El Partit Republicà Català se acabaría uniendo con otras fuerzas para formar Esquerra Republicana de Catalunya. Sin embargo, Marcelino Domingo acabaría abandonando las filas del catanalismo político. En julio de 1929 fundó junto a Álvaro de Albornoz el Partido Republicano Radical Socialista, organización desde la que participó en 1934, junto con Manuel Azaña (Acción Republicana) y Santiago Casares Quiroga (ORGA), en la creación de Izquierda Republicana.
Considerado por Antonio Checa Godoy como «inspirador» del Diario de Tarragona, la publicación llegaría a apoyar en varias ocasiones las candidaturas electorales encabezadas por Marcelino Domingo. Fue elegido diputado en las elecciones a Cortes Constituyentes de 1931, por la circunscripción de Barcelona. En los comicios de 1933, sin embargo, no logró revalidar su escaño. Volvería a obtener acta de diputado por Barcelona en las elecciones de 1936.
Marcelino Domingo fue ministro de Instrucción Pública durante el primer bienio de la República, entre abril y diciembre de 1931. En su etapa como ministro de Instrucción Pública tomó medidas significativas como la conversión de la enseñanza religiosa en materia voluntaria, la autorización del bilingüismo en las escuelas de Cataluña y el programa de construcción de nuevas escuelas de enseñanza. Tras su cese sería sustituido por Fernando de los Ríos. Ejercería como ministro de Agricultura, Industria y Comercio entre diciembre de 1931 y junio de 1933, y como ministro de Agricultura entre junio y septiembre de 1933.
En octubre de 1933 presentó una querella criminal contra el periodista César González Ruano por un artículo publicado en el diario monárquico ABC que contenía "especies calumniosas e inexactitudes acerca de la vida privada del exministro".
Volvería a desempeñar la cartera de Instrucción Pública en el primer gobierno del Frente Popular, entre febrero y mayo de 1936.

### Últimos años
Tras el estallido de la Guerra civil no llegó a desempeñar un papel relevante. Entre 1937 y 1938 realizó una gira por Hispanoamérica en favor de la causa republicana, visitando Cuba, México y otros países.
Falleció en un hotel de Toulouse el 2 de marzo de 1939, tras haber marchado al exilio.

## Archivos
En octubre de 2004 el Ayuntamiento de Tortosa adquirió por 31 200 € a un anticuario de Barcelona un fondo de 140 documentos del político (16 cuadernos de 1911-1917, con anotaciones relativas a su tarea docente, 58 dietarios personales del periodo 1920-1939, fotografías de familia, etc). Este fondo depositado en el Archivo Comarcal del Bajo Ebro (ACBEB) se añade a la colección de cartas del archivo del Parlamento de Cataluña (Barcelona).
Todavía en 2011 Federico Mayor Zaragoza hizo donación al Ayuntamiento de Tortosa de un fondo documental de su propiedad que incluía correspondencia, fotografías, credenciales de diputado a Cortes de las elecciones fechadas entre 1914 y 1936, artículos de opinión y libros escritos por M. Domingo. Por otra parte el Archivo Nacional de Cataluña conserva diversas fotografías del homenaje que Marcelino Domingo recibió en Tortosa en noviembre de 1931 (fondo fotográfico de Josep Maria Sagarra Plana).